# Little PRINCESS
『Little PRINCESS』（リトルプリンセス）は、パソコンゲーム制作会社である株式会社チャンピオンソフトが制作したアダルトゲーム。ジャンルはアドベンチャーゲーム。1987年11月にMSX2用ゲームとして発売。正式タイトルは英語で小文字と大文字が入り混じって書き難いため、現在では公式も含めて『リトルプリンセス』とカタカナで書かれることが多い。配布フリー宣言ソフト。
ブランド「アリスソフト」の設立前であり、株式会社チャンピオンソフトが、まだチャンピオンソフト名義で制作していた時代の作品であると同時に、美樹ちゃんシリーズ第2弾にあたる。
ただし、本作はPC-88用ゲーム『LEMONADE創刊号 さらわれた美樹ちゃん』をMSX2向けに簡易移植したものであり、移植元よりも内容が削られている。
また、アリスソフトの創設にかかわったTADAが移植および改造に携わっている
本作はすでにロットアップしており、パッケージを手に入れることは困難であるが、2000年代に配布フリーソフトとして登録されたため、インターネット上から無料でダウンロード可能。元々はMSX対象ソフトであるが、有志によってWindows版のエミュレータが作られているので、MSX本体を手に入れずともプレイできる。

## システム
コマンド入力式アドベンチャーゲームのため、「行動」「スペース」「対象物」の順で入力していくことで進んでいく（例えば「木を見る」ときは「ミル キ」と入力する。ただし単純な移動は「キタ」などと方角を入力するだけ）。プログラムにない単語を入力すると「わかりません」と表示され、結果として正しいコマンドを見つけるため何度も入力することになる。ヒントは基本的に何もなく、コマンドは画面を見ながら推測して入力しなければならないばかりか、アイテムを渡す相手を誤るとクリアできない。容量自体は少ないため攻略を見ながら行えば1時間もあればクリアできるが、自力でクリアを目指す場合はかなりの難易度になる。なおTADAは、2013年にアリスソフト公式ブログに寄せた本作のプレイレポートの中で、高難易度であることを強調している。

## あらすじ
主人公が彼女の美樹とデートをしていると、空が突然真っ暗になりドラキュラが現れ、美樹をさらって穴の中に消えていった。主人公が美樹を追って穴を抜けると、そこは異次元世界であった。美樹を助けるために、主人公は単身ドラキュラ城に乗り込むことを決意する。
主人公は屋敷の前にいたハニワにシーチキンを渡し、この屋敷と同じ場所にドラキュラ城があることなどを知る。その後、主人公は けいこというドラキュラの棺に十字架を置いて封印したけいこという人物と出会い、斧をもらう。次いで、主人公はドラキュラ城の近くにある、るりという人物の家の郵便受けからドラキュラ城の鍵を手に入れる。それから、主人公は池に立ち寄って斧を投げる。その結果、斧が池の中にいた女神に直撃し、主人公は女神の遺体とともに浮かんできた金の斧と銀の斧、そして十字架を手に入れる。
ハニワと会った屋敷に戻った主人公は鍵を使って中に入り、十字架を求める少女の亡霊と出会い、望む我慢に十字架を渡す。すると、少女は成仏し、同時に屋敷が消え、ドラキュラ城が姿を現す。城内に侵入した主人公はスライムと出会い、不気味な自分たちに声をかけてくれた礼としてタオルを授けられる。
スライムと別れた主人公は行き止まりの部屋に来てしまう。壁にはレオパルドを名乗る「生きた絵」が掛けられていた。タオルで拭いたり、宝石を渡すなどしているうちに「生きた絵」の機嫌がよくなり、そのすきに主人公は壁抜けをする。その後、主人公は不気味な通路に迷い込むが、道中手に入れたヒララレモンという不思議な木の実を食べたことで頭が冴え、本来見えないはずの仕掛けが見えたことで、不気味な通路を脱出できた。やがて、主人公は隠し部屋でドラキュラの棺桶を見つけて退治する。
かくして、美樹は救われたものの、元の世界への帰還について思案するところで物語は幕を下ろす。

## 後期作品への影響
本作の続編、美樹ちゃんシリーズ第3弾『Little Vampire』が作られている。また、アリスソフトのアダルトゲームシリーズ「ランス」シリーズにも引き継がれている。本作のタイトル「Little PRINCESS」はランスシリーズでの魔王美樹の通称となっている。
ただし、この頃はまだ設定が固まっていなかったため、魔王ガイが「ドラキュラ」と表現されビジュアルも異なる等、後期作品群の設定と矛盾する部分が多々ある。次作『Little Vampire』の前作のあらすじでは本作の内容が大幅に変更されている。
また、本作に登場したハニワは、のちにランスシリーズに登場するキャラクター・ハニーへと発展した。